# Arrondissement d'Eupen
L'arrondissement d'Eupen est un arrondissement dans la province prussienne de Rhénanie de 1816 à 1920. Le siège de l'arrondissement était Eupen. La plus grande partie de l'ancien arrondissement appartient à la Belgique depuis 1920 et se trouve maintenant dans l'arrondissement de Verviers dans la province belge de Liège.

## Histoire
L'arrondissement d'Eupen est formé en 1816 dans le district d'Aix-la-Chapelle à partir des huit mairies d'Eupen, Eynatten, Hergenrath, Kettenis, Lontzen, Preussisch Moresnet, Raeren et Walhorn. Le territoire faisait partie à l'origine du duché de Limbourg et devient prussien à la suite du congrès de Vienne en 1815. Les anciennes bornes belgo-prussiennes rappellent encore l'ancien tracé de la frontière. Avec l'introduction du code communal de la province de Rhénanie de 1845, la mairie de Hergenrath est  divisée en deux communes, Hauset et Hergenrath. Les mairies restantes forment chacune une seule municipalité. Eupen reçoit le code des villes rhénanes en 1856. Dans l'arrondissement d'Eupen, il y a une ville et huit autres communes.
À la suite du traité de Versailles, l'ensemble du territoire de l'arrondissement est d'abord rattaché à la Belgique le 10 janvier 1920 et devint une partie de l'actuelle Belgique de l'Est . En Belgique, l'arrondissement d'Eupen est dissous fin 1921. Lors de négociations ultérieures, plusieurs corrections de frontières sont convenues entre le Reich allemand et la Belgique. En conséquence, les villages de Bildchen, Lichtenbusch et Sief, qui ont fait partie de l'arrondissement d'Eupen, reviennent au Reich allemand et sont intégrées à la ville d'Aix-la-Chapelle le 1er novembre 1922.
Pendant l'occupation allemande de la Belgique pendant la Seconde Guerre mondiale (mai 1940 à 1944/45), la zone cédée en 1919 est annexée par le Reich allemand avec quelques autres lieux qui ont appartenu à la Belgique avant 1920 et rajoutés au district d'Aix-la-Chapelle comme arrondissement d'Eupen .

## Évolution de la démographie

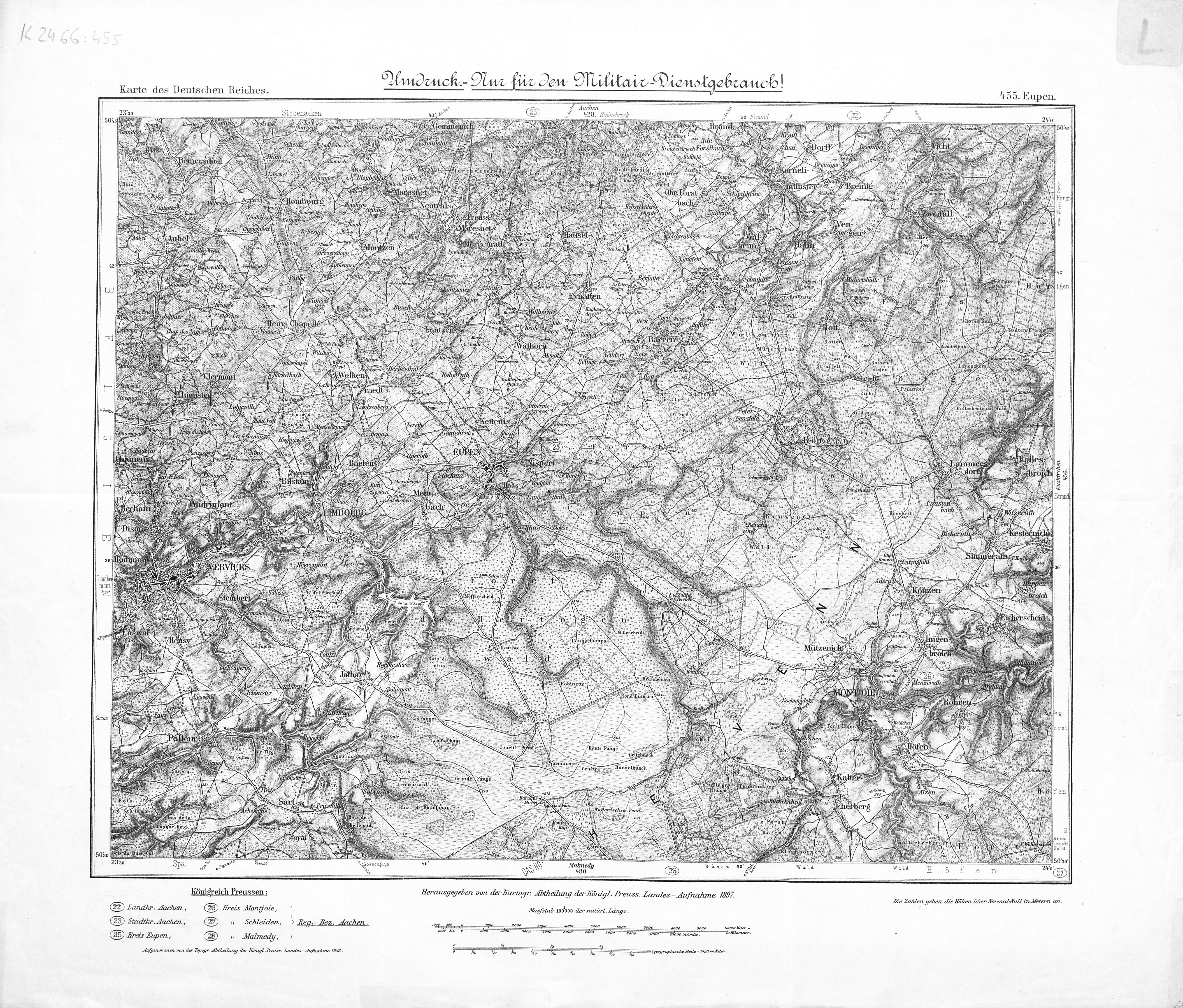
La région d'Eupen sur une carte de 1910

### Arrondissement
| Années | Habitants |
| ------ | --------- |
| 1825   | 18 599    |
| 1852   | 22 630    |
| 1871   | 25 299    |
| 1880   | 25 888    |
| 1890   | 27 132    |
| 1900   | 26 083    |
| 1910   | 26 156    |

### Communes
Les communes de l'arrondissement d'Eupen (situation au 1er décembre 1910) :
| Commune            | Habitants |
| ------------------ | --------- |
| Eupen              | 13 544    |
| Eynatten           | 1373      |
| Hauset             | 944       |
| Hergenrath         | 1343      |
| Kettenis           | 1306      |
| Lontzen            | 2156      |
| Preußisch Moresnet | 582       |
| Raeren             | 3801      |
| Walhorn            | 1107      |

## Administrateurs de l'arrondissement
| Mandat    | Administrateur               |
| --------- | ---------------------------- |
| 1816–1837 | Bernhard von Scheibler (de)  |
| 1837–1849 | August von Reiman (de)       |
| 1849–1866 | Amand von Harenne (de)       |
| 1866      | Julius The Losen (de)        |
| 1866      | Otto Jaeger (de)             |
| 1866–1868 | Robert von der Heydt         |
| 1868      | Julius The Losen             |
| 1868–1871 | Edwin Gülcher (de)           |
| 1871–1883 | Alfred Sternickel (de)       |
| 1883–1908 | Alfred Gülcher (de)          |
| 1909–1914 | Walter The Losen (de)        |
| 1914–1916 | Herbert Rohde                |
| 1916–1917 | Friedrich von Zitzewitz (de) |
| 1917–1920 | Friedrich von Kesseler (de)  |
| 1941–1944 | Felix Seulen (de)            |